# La Creu del Montseny
La Creu del Montseny amb el subtítol de "setmanari católic-regionalista" i el lema In cruce salus. In cruce vita (extret de la Imitació de Crist, de Tomàs de Kempis) sortí del 19 de març de 1899 fins al 29 d'abril de 1900 amb un total de 58 números. El setmanari és producte de la rehabilitació sacerdotal del director, Jacint Verdaguer. El poeta acabava d’obtenir el perdó del tribunal eclesiàstic de Vic i tornava a tenir llicencies sacerdotals. El nom de la publicació és perquè el director tenia una relació amb el Montseny i fa una fusió amb el símbol cristià, la creu.

## Naixement
Valeri Serra i Boldú va escriure un llibre “Mossen Jacinto Verdaguer. Recorts dels set anys darrers de sa vida”. En el llibre s'explica la historia de “La Creu del Montseny”. Segons Serra la idea d’una publicació d’una seminari va néixer d’una iniciativa del capellà torellonès Segimon Pey-Ordeix, activista de l’integrisme que acabà excomunicats. Pey va proposar a Serra, i aquest a Verdaguer, de subvencionar “un setminari catòlic regionalista” que continués de “La Voz de la Patria”.
- Publicació: Barcelona: Imprempta Antoniana, 1899-1900
- Periodicitat actual: Setmanal
- Numeració: Any 1, núm. 1 (19 mars 1899)-any 2, núm. 58 (29 abril 1900)
- Preu: 10 cèntims (la subscripció per a “Espanya ii la Catalunya francesa” era de 5 pessetes anuals)
- Format: 268x188mm, 12 pàgines a doble columna

## Història
La redacció va estar establerta fins al número 22 em l'estatge de la Impremta Antoniana (carrer de Girona, 76) i partir del núm. 23 ambdues redaccions passar en els locals del Círcol Integrista (carrer de Banys Nous, 20)
La impremta del setmanari, Impremta Antoniana s'anunciava gairebé a cada número del setmanari en els termes següents: “Aquesta casa, única en sa classe, fundada ab l'unich y exclusiu objecte de reglamentar en sos tallers 10 trevall christiá, ofereix sos serveis al publics, amb la seguretat de que pot competir en tots conceptes ab els demés establiments d'esta industria. No s'admet cap trevall contrari á la Fe Ó Moral catòliques”

## Seccions importants
La "Creu del Monseny" va heretar de la “La veu de la Patria” una secció fixa, a càrrec de Carles de Grassot, clergue integrista, beneficiat de Loret De Mar, seguidor de Pey, titulada “Lo Pa de Sant Antoni” que donava compte dels donatius rebuts a la redacció, feia el seguiment del moviment antonià a nivell català i peninsular i en divulgava les característiques.
“La Creu del Monsteny” va treure un abordador números monogràfics, un total d'onze, la simple enumeració dels quals permet de completar la visió panoràmica del setmanari que he intentat de dibuixar i el seu encaix en la línia que va seguir: el 5 (16/4/99), parcialment dedicat a la memòria de Rubió i Ors, amb motiu de la seva mort; el 13 (1 1/6/99), a sant Antoni de Pàdua (l’Únic en color), lligat al moviment antonià i a la casa editora de la revista; el 19 (23/7/99), al cardenal Vives, amb motiu del seu nomenament; el 25 (10/9/99), motivat per una peregrinació; el 28 (1/10/99), al bisbe Morgades arran de la seva entrada a la diòcesi de Barcelona, el 29(8/10/99), a Torras i Bages, pel nomenament de bisbe de Vic; el 38 (8/12/99), a la Immaculada i a Duns Escot; el 45 (28/1/1900), a Ramon Llull; el 50 (4/3/1900), a sant Tomas d'Aquino; el 52 (19/3/1900), amb motiu del primer aniversari de la revista i redactat íntegrament “per les poetesses catalanes” i el 56 (dijous sant de 1900), a la Setmana Santa.

## Temàtica
“La Creu del Montseny”, era un setmanari catòlic-regionalista. En l'article que obre el primer número i que, tot i anar signat per la redacció, fou escrit per Verdaguer," queden ben clars els objectius de la publicació: “Restaurar a Catalunya amb Jesucrist i per Jesucrist. Enllaçar les dues Catalunyes, espanyola i francesa, amb els vincles de la propaganda de la mateixa fe i la mateixa llengua. Cridar als germans de València i Mallorca en aquesta germanor. Afirmar la personalitat de Catalunya dintre la unitat espanyola, excitant a les demés regions, fins i tot a les Castelles, a restaurar sa vida pròpia, retornant a l’antiga unitat de la fe”.
El contingut de la revista es basa en la premsa catòlica d’aquells anys que pretén tenir una presència tangible en la vida social i cultural, i més en concret, en la línia restauracionista catòlica, però catalanista, dins la qual s'havia mogut sempre Verdaguer.
Té menys càrrega doctrinal que “La veu de Montserrat”, menys polemista i atorga més espais als treballs literaris. Incorpora, també, algunes novetats, com ara una secció fixa de passatemps, abandonada en els darrers mesos, o una correspondència literària amb els joves que hi envien col·laboracions, plena de consells, a vegades forà divertits, que, molt probablement anaven a carrer de Serra i Boldú.
Sobre la il·lustració s'ha de dir que és molt pobre. Tant pel que fa a fotografies com a dibuixo. A la darrera plana sempre hi ha la publicitat. Hi ha un anunci permanent de la Imprempta Antoniana  i un conjunt d’anuncis força reduïts: les obres noves i les reedicions de Verdaguer, les novetats literàries d’algun col·laborador del setmanari, algunes obres i publicacions religioses i certs anuncis més estrictament comercials, com ara de la llibreria de vell d’Anton Castells.
La línia de la revista encara avui en dia segueix sense una línia estètica i ideològica clara. Els E objectius del setmanari són massa genèrics i inconcrets com perquè arribin a concretar-se en un tot cohesionat. Les col·laboracions literàries, en poesia, segueixen sobretot els canons floralescos (i, encara, els més tronats) o, a tot estirar, una línia bucòlico-pairalista; en la prosa, no depassen el costumisme de curta volada i pràcticament no hi trobem un veritable conte.
D'altra banda, no hi ha cap mena d'atenció a la literatura estrangera, tret, sorprenentment, d'una traducció de Baudelaire feta per Serra i Boldú. Ni una veritable crítica bibliogràfica, tan sols notes, breus, elogioses i purament descriptives, redactades per Valeri Serra, d'obres poc rellevants, a excepció de les dedicades, sense aprofundir-hi, a llibres de Verdaguer i Costa i Llobera.

## Final
La crisi del setmanari va començar per una disputa entre Pey, Verdaguer i Serra i es va manifestar en una rebaixa de la qualitat del paper en el número 46 (4 de febrer de 1900). Pey va exigir a Seraa que si es volia continuar amb la revista l’havia de subvencionar el Bisbe Morgades. Aquest va acceptar finançar una revista catòlic-regionalista dirigida per Verdaguer però no podia admetre exigències de Pey-Ordeix. Aquest va tancar el setmanari en el número 68 (25 d’abril de 1900). Verdaguer va escriure una nota de comiat que va aparèixer a la darrere pàgina d’aquell número.
Per a Verdaguer el setmanari va ser un dels mitjans per reincorporar-se al món literari català, del qual es troba apartat, si més no parcialment, durant els anys del seu drama personal. El poeta havia tingut bones raons per creure que una part dels literats catalans, abans tan amatents a envoltar-10, li feien el buit.
Seguidament del final de “La Creu de Montseny” va sortir un nou setmanari amb el títol de “Lo Pensament Català “ que venia a ser la continuació del primer i que tenia també a Verdaguer com a director literari.

## Col·laboradors
De col·laboradors de “La Creu” hi ha defensors significatius de Verdaguer per la seva línia ideològica com Josep Aladern o Ramon Turró. També hi ha escriptors catalans que tenen una certa popularitat i que han mantingut el contacte amb Verdaguer. Els més destacats són, la poetessa bilingüe Trinitat Aldrich, el dramaturg i poeta Josep Abril i Virgili, el poeta valencià Josep Bodria, Jaume Boloix i Canela, Jaume Novellas de Molins, l’historiador religiós i narrador costumista Ramon N.Comas, el rossellonès Juli Delpont, la poetessa Enrqueta Paler i Trullol o Ll.Carles Viada i Lluch.
De caràcter més esporàdic tenen les col·laboracions de Justí Pepratx, Ramon Suriñach i Baell, Joaquim Cabot i Rovira, Marian i Joaquim Vayreda, Claudi Omar i Barrera, Ramon Masinfern, Artur Masriera, Lluís B. Nadal, Antoni Bori i Fontesta, Martí Genís i Aguilar, Francesc Matheu, Dolors Moncerda, Eveli Doria i Bonaplata, Francesc Ubach i Vinyeta, Ramon Arabia i Solans, Alexandre de Riquer, Antoni Rubió i Lluch o Ramon Picó i Campamar
Els dos col·laboradors més importants són l'erudit i bibliogràfic Antoni Bulbena i Tussell i Miquel Costa i Llobera. Bulbena hi va publicar al de llarg de 13 números, a destacar "Bibliografia montserratina” que després la pròpia revista editarà en volum a part. Costa és l'escriptor més notable dels que col·laboren a la “La Creu” i és el més ben representat a part de Verdaguer i el prolífics Boloix i Canela i Novellas De Molins: nou poemes i un sermó dedicat a santa Cecilia.
Per altra banda hi ha col·laboradors joves, admiradors incondicionals del poeta o bé ja havien col·laborat a “L’Atlàntida” o bé pertanyien al cercle de Serra i Boldú. El primer a destacar es Valeri Serra i Boldú, cap de redacció dedicat professionalment a la revista; també hi tenen una notable participació el poeta Xavier Viura i sobretot Antoni Busquets i Punset, bon amic de Verdaguer i antic fundador i col·laborador de "L'Atlàntida" de la qual procedeixen també Manuel Folch i Torres i Josep Falp i Plana, encara que a “La Creu” hi signen poca cosa.
Alguns joveníssims escriptors, que més endavant ocuparien llocs de primera fila en la nostra literatura, publicaren en el setmanari algunes de les seves primeres composicions: Josep Carner, Eugeni Ors -que encara no s'havia aristocratitzat el cognom-, Jaume Bofill i Mates, Caterina Albert i Maria Antonia Salva. Al seu costat, noms menys destacats, però també prou coneguts: Ramon Suriñac i Senties, Llorenç Riber, Joan Oller i Rabassa i Norbert Font i Sagué. Un cas a part el constitueixen Salvador Bové i Pere Martir Bordoy, amb treballs sobre Llull, Duns Escot i d'altres de tema bíblic i oriental.